# بيل تير (كيبك)
بيل تير (بالإنجليزية: Belleterre, Quebec)‏ هي بلدية محلية في كيبيك تقع في كندا في بلدية مقاطعة تميسكامينغ الإقليمية ‏.  يقدر عدد سكانها بـ 298 نسمة ومساحتها 604.10 كم2 .

## أعلام
- روجر كوتيه